# James E. Gunn

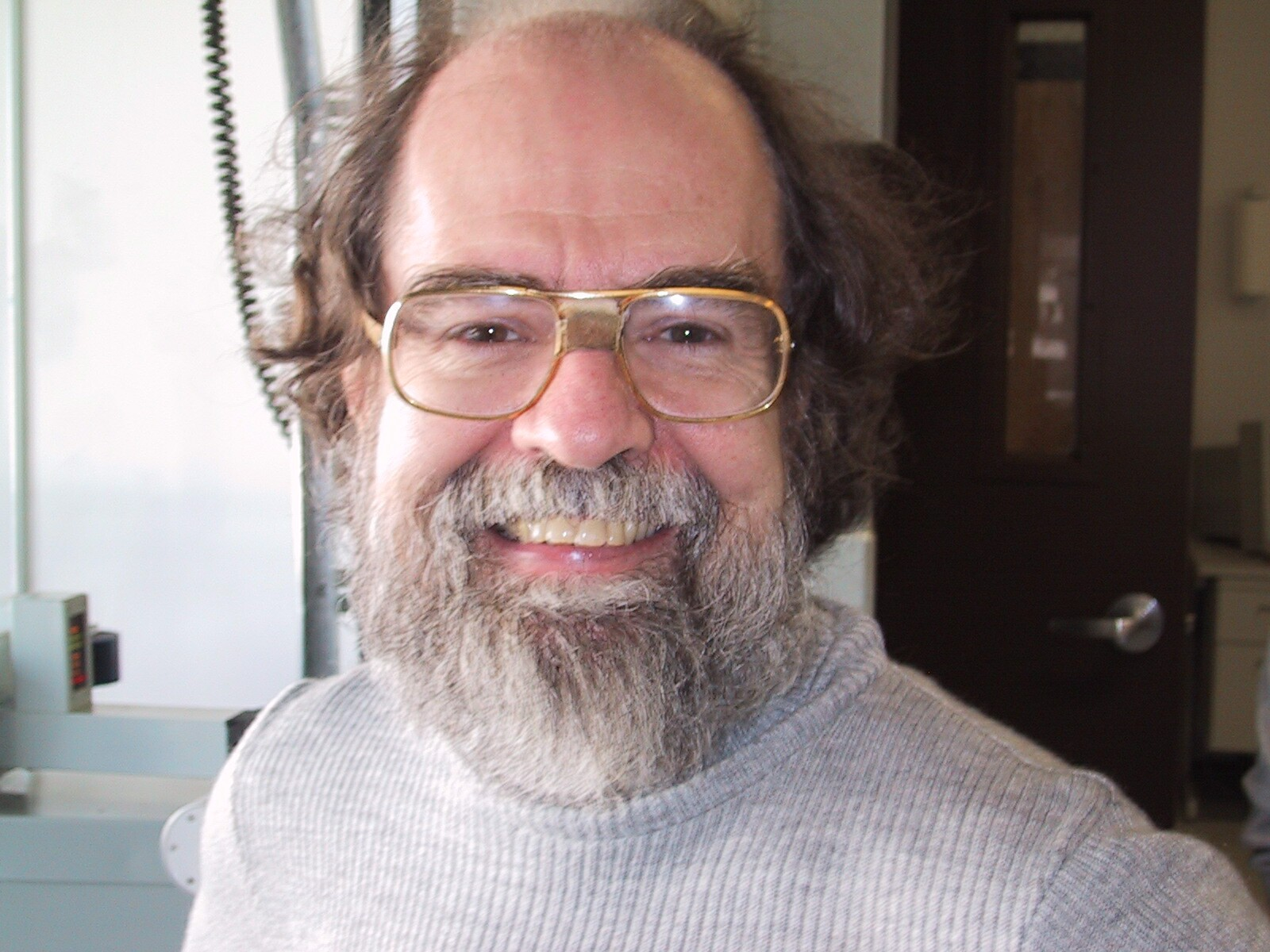
James E. Gunn

James Edward Gunn (* 21. Oktober 1938) ist ein US-amerikanischer Astrophysiker. Er ist Eugene Higgins Professor of Astronomy an der Princeton University.

## Leben
Gunn promovierte 1965 am California Institute of Technology zum Ph. D.
Er forschte über Galaxienentstehung und Dunkle Materie. Er entwickelte Pläne zum Einsatz von Digitalkameras für die astronomische Forschung, ein Projekt, das zum Sloan Digital Sky Survey führte.
Am 17. Oktober 1970 gelang ihm die Entdeckung des periodischen Kometen 65P/Gunn.

## Schriften
- mit J. Richard Gott III: On the Infall of Matter into Clusters of Galaxies and Some Effects on Their Evolution. In: The Astrophysical Journal. Band 176, 1972, S. 1–19
- mit anderen: The Sloan digital sky survey photometric system. In: Astronomical Journal. Band 111, 1996, S. 1748

## Auszeichnungen
- 1972 Sloan Research Fellowship
- 1977 Wahl zum Mitglied der American Academy of Arts and Sciences
- 1977 Wahl zum Mitglied der National Academy of Sciences
- 1983 MacArthur Fellowship
- 1987 Distinguished Alumnus Award, Rice University
- 1987 Wahl zum Mitglied der American Philosophical Society
- 1988 Dannie-Heineman-Preis für Astrophysik
- 1994 Goldmedaille der Royal Astronomical Society
- 2001 Petrie Prize Lecture, Canadian Astronomical Society
- 2002 Joseph-Weber-Preis für astronomische Instrumentierung, American Astronomical Society
- 2002 Distinguished Alumnus Award, California Institute of Technology
- 2004 Benennung eines Asteroiden nach ihm: (18243) Gunn
- 2005 Crafoord-Preis mit James Peebles und Martin Rees
- 2005 Henry Norris Russell Lectureship der American Astronomical Society
- 2005 Gruber-Preis für Kosmologie, Peter Gruber Foundation
- 2006 Honorary Degree, University of Portsmouth
- 2008 National Medal of Science
- 2013 Bruce Medal
- 2019 Kyoto-Preis für Astrophysik